# Fudbalski Klub Jedinstvo Bijelo Polje
El Fudbalski Klub Jedinstvo Bijelo Polje es un club de fútbol de la ciudad de Bijelo Polje en Montenegro. En la actualidad milita en Primera División tras haber finalizado la temporada 2016/17 en primer lugar de la Segunda División de Montenegro, ascendiendo de manera directa.

## Historia
El club fue fundado en el año 1922 y se desempeñó a lo largo de su historia entre las diferentes categorías yugoslavas y serbio-montenegrinas hasta que en la temporada 2006/07 formó parte de la nueva liga de Montenegro. Este equipo es considerado como un equipo ascensor ya que de las seis últimas temporadas ha ascendido o descendido en cuatro de ellas, salvo entre 2009 y 2011 que se mantuvo en Segunda División.
En la temporada 2012/13 el equipo volvió a disputar la máxima categoría, en la que nuevamente no logró mantenerse tras acabar en última posición por lo que se vio abocado a disputar la siguiente campaña en el fútbol de plata.

## Uniforme
- Uniforme titular: Camiseta blanca, pantalón blanco y medias blancas.
- Uniforme alternativo: Camiseta azul, pantalón azul y medias azules.

## Estadio
El club juega sus partidos como local en el Estadio Grandski de Bijelo Polje que cuenta con capacidad para 5.000 espectadores (todos sentados) en dos tribunas, la tribuna oeste cuenta con 3.000 sitios y la este con 2.000. Al norte de este estadio se encuentra situado un campo de fútbol indoor.

## Palmarés
- Segunda División de Montenegro (2): 2015–16, 2021–22
- Segunda Liga de Serbia y Montenegro (1): 2004–05
- Liga de la República de Montenegro (3): 1971–72, 1975–76, 1977–78
- Copa de la República de Montenegro (4): 1961–62, 1981–82, 1986–87, 1992-93